# Miho Fukumoto
Miho Fukumoto (福元 美穂?, Fukumoto Miho; Kyoto, 2 ottobre 1983) è una calciatrice giapponese, portiere dell'INAC Kobe Leonessa.

## Carriera
Dopo aver indossato la maglia della nazionale Under-20, Miho Fukumoto dal 2002 viene selezionata per vestire la casacca della nazionale maggiore, rappresentando inoltre il Giappone ai tornei di calcio femminile alle Olimpiadi negli anni 2004, 2008 e 2012.
Con la Nazionale scende titolare nel mondiale nel 2007, quattro anni più tardi, pur come riserva, vince il mondiale nel 2011 mentre a Canada 2015 arriva in finale dopo aver battuto l'Inghilterra.

## Statistiche

### Cronologia presenze e reti in nazionale
| Cronologia completa delle presenze e delle reti in nazionale ― Giappone | Cronologia completa delle presenze e delle reti in nazionale ― Giappone | Cronologia completa delle presenze e delle reti in nazionale ― Giappone | Cronologia completa delle presenze e delle reti in nazionale ― Giappone | Cronologia completa delle presenze e delle reti in nazionale ― Giappone | Cronologia completa delle presenze e delle reti in nazionale ― Giappone | Cronologia completa delle presenze e delle reti in nazionale ― Giappone | Cronologia completa delle presenze e delle reti in nazionale ― Giappone |
| Data                                                                    | Città                                                                   | In casa                                                                 | Risultato                                                               | Ospiti                                                                  | Competizione                                                            | Reti                                                                    | Note                                                                    |
| ----------------------------------------------------------------------- | ----------------------------------------------------------------------- | ----------------------------------------------------------------------- | ----------------------------------------------------------------------- | ----------------------------------------------------------------------- | ----------------------------------------------------------------------- | ----------------------------------------------------------------------- | ----------------------------------------------------------------------- |
| 4-10-2002                                                               | Changwon                                                                | Giappone                                                                | 3 – 0                                                                   | Vietnam                                                                 | Giochi asiatici                                                         | -                                                                       |                                                                         |
| 19-3-2003                                                               | Bangkok                                                                 | Giappone                                                                | 9 – 0                                                                   | Thailandia                                                              | Amichevole                                                              | -                                                                       |                                                                         |
| 29-3-2005                                                               | Miranda                                                                 | Giappone                                                                | 1 – 2                                                                   | Australia                                                               | Amichevole                                                              | -                                                                       |                                                                         |
| 21-5-2005                                                               | Tokyo                                                                   | Giappone                                                                | 6 – 0                                                                   | Nuova Zelanda                                                           | Amichevole                                                              | -                                                                       |                                                                         |
| 26-5-2005                                                               | Mosca                                                                   | Giappone                                                                | 4 – 2                                                                   | Russia                                                                  | Amichevole                                                              | -                                                                       |                                                                         |
| 23-7-2005                                                               | Tokyo                                                                   | Giappone                                                                | 4 – 2                                                                   | Australia                                                               | Amichevole                                                              | -                                                                       |                                                                         |
| 7-5-2006                                                                | Kumamoto                                                                | Giappone                                                                | 1 – 3                                                                   | Stati Uniti                                                             | Amichevole                                                              | -                                                                       |                                                                         |
| 9-5-2006                                                                | Osaka                                                                   | Giappone                                                                | 0 – 1                                                                   | Stati Uniti                                                             | Amichevole                                                              | -                                                                       |                                                                         |
| 19-7-2006                                                               | Adelaide                                                                | Giappone                                                                | 5 – 0                                                                   | Vietnam                                                                 | Coppa d'Asia 2006                                                       | -                                                                       |                                                                         |
| 21-7-2006                                                               | Adelaide                                                                | Giappone                                                                | 11 – 1                                                                  | Taipei cinese                                                           | Coppa d'Asia 2006                                                       | -                                                                       |                                                                         |
| 23-7-2006                                                               | Adelaide                                                                | Giappone                                                                | 1 – 0                                                                   | Cina                                                                    | Coppa d'Asia 2006                                                       | -                                                                       |                                                                         |
| 27-7-2006                                                               | Adelaide                                                                | Giappone                                                                | 0 – 2                                                                   | Australia                                                               | Coppa d'Asia 2006                                                       | -                                                                       |                                                                         |
| 30-7-2006                                                               | Adelaide                                                                | Giappone                                                                | 2 – 3                                                                   | Corea del Nord                                                          | Coppa d'Asia 2006                                                       | -                                                                       |                                                                         |
| 19-11-2006                                                              | Chiba                                                                   | Giappone                                                                | 1 – 0                                                                   | Australia                                                               | Amichevole                                                              | -                                                                       |                                                                         |
| 23-11-2006                                                              | Karlsruhe                                                               | Giappone                                                                | 3 – 6                                                                   | Germania                                                                | Amichevole                                                              | -                                                                       |                                                                         |
| 4-12-2006                                                               | Doha                                                                    | Giappone                                                                | 4 – 0                                                                   | Thailandia                                                              | Giochi asiatici                                                         | -                                                                       |                                                                         |
| 7-12-2006                                                               | Doha                                                                    | Giappone                                                                | 1 – 0                                                                   | Cina                                                                    | Giochi asiatici                                                         | -                                                                       |                                                                         |
| 10-12-2006                                                              | Doha                                                                    | Giappone                                                                | 3 – 1                                                                   | Corea del Sud                                                           | Giochi asiatici                                                         | -                                                                       |                                                                         |
| 13-12-2006                                                              | Doha                                                                    | Giappone                                                                | 0 – 0 dts (2 - 4 dtr)                                                   | Corea del Nord                                                          | Giochi asiatici                                                         | -                                                                       |                                                                         |
| 9-2-2007                                                                | Nicosia                                                                 | Giappone                                                                | 1 – 0                                                                   | Norvegia                                                                | Amichevole                                                              | -                                                                       |                                                                         |
| 12-2-2007                                                               | Larnaca                                                                 | Giappone                                                                | 2 – 2                                                                   | Svezia                                                                  | Amichevole                                                              | -                                                                       |                                                                         |
| 10-3-2007                                                               | Tokyo                                                                   | Giappone                                                                | 2 – 0                                                                   | Messico                                                                 | Qual. Mondiali 2007                                                     | -                                                                       |                                                                         |
| 17-3-2007                                                               | Toluca                                                                  | Messico                                                                 | 2 – 1                                                                   | Giappone                                                                | Qual. Mondiali 2007                                                     | -                                                                       |                                                                         |
| 7-4-2007                                                                | Tokyo                                                                   | Giappone                                                                | 2 – 0                                                                   | Vietnam                                                                 | Qual. Olimpiadi                                                         | -                                                                       |                                                                         |
| 15-4-2007                                                               | Bangkok                                                                 | Thailandia                                                              | 0 – 4                                                                   | Giappone                                                                | Qual. Olimpiadi                                                         | -                                                                       |                                                                         |
| 3-6-2007                                                                | Tokyo                                                                   | Giappone                                                                | 6 – 1                                                                   | Corea del Sud                                                           | Qual. Olimpiadi                                                         | -                                                                       |                                                                         |
| 28-7-2007                                                               | San Jose                                                                | Stati Uniti                                                             | 4 – 1                                                                   | Giappone                                                                | Amichevole                                                              | -                                                                       |                                                                         |
| 4-8-2007                                                                | Haiphong                                                                | Vietnam                                                                 | 0 – 8                                                                   | Giappone                                                                | Qual. Olimpiadi                                                         | -                                                                       |                                                                         |
| 30-8-2007                                                               | Tokyo                                                                   | Giappone                                                                | 0 – 0                                                                   | Canada                                                                  | Amichevole                                                              | -                                                                       |                                                                         |
| 2-9-2007                                                                | Chiba                                                                   | Giappone                                                                | 2 – 1                                                                   | Brasile                                                                 | Amichevole                                                              | -                                                                       |                                                                         |
| 11-9-2007                                                               | Shanghai                                                                | Giappone                                                                | 2 – 2                                                                   | Inghilterra                                                             | Mondiali 2007                                                           | -                                                                       |                                                                         |
| 14-9-2007                                                               | Shanghai                                                                | Giappone                                                                | 1 – 0                                                                   | Argentina                                                               | Mondiali 2007                                                           | -                                                                       |                                                                         |
| 17-9-2007                                                               | Hangzhou                                                                | Giappone                                                                | 0 – 2                                                                   | Germania                                                                | Mondiali 2007                                                           | -                                                                       |                                                                         |
| 18-2-2008                                                               | Chongqing                                                               | Giappone                                                                | 3 – 2                                                                   | Corea del Nord                                                          | Coppa dell'Asia orientale                                               | -                                                                       |                                                                         |
| 7-3-2008                                                                | Larnaca                                                                 | Giappone                                                                | 0 – 3                                                                   | Canada                                                                  | Cyprus Cup 2008                                                         | -                                                                       |                                                                         |
| 10-3-2008                                                               | Cipro                                                                   | Giappone                                                                | 3 – 1                                                                   | Russia                                                                  | Cyprus Cup 2008                                                         | -                                                                       |                                                                         |
| 12-3-2008                                                               | Larnaca                                                                 | Giappone                                                                | 2 – 1                                                                   | Paesi Bassi                                                             | Cyprus Cup 2008                                                         | -                                                                       |                                                                         |
| 2-6-2008                                                                | Ho Chi Minh                                                             | Giappone                                                                | 3 – 1                                                                   | Australia                                                               | Coppa d'Asia 2008                                                       | -                                                                       |                                                                         |
| 5-6-2008                                                                | Ho Chi Minh                                                             | Giappone                                                                | 1 – 3                                                                   | Cina                                                                    | Coppa d'Asia 2008                                                       | -                                                                       |                                                                         |
| 24-7-2008                                                               | Kobe                                                                    | Giappone                                                                | 3 – 0                                                                   | Australia                                                               | Amichevole                                                              | -                                                                       |                                                                         |
| 29-7-2008                                                               | Tokyo                                                                   | Giappone                                                                | 2 – 0                                                                   | Australia                                                               | Amichevole                                                              | -                                                                       |                                                                         |
| 6-8-2008                                                                | Qinhuangdao                                                             | Giappone                                                                | 2 – 2                                                                   | Nuova Zelanda                                                           | Olimpiadi 2008                                                          | -                                                                       |                                                                         |
| 9-8-2008                                                                | Qinhuangdao                                                             | Giappone                                                                | 0 – 1                                                                   | Stati Uniti                                                             | Olimpiadi 2008                                                          | -                                                                       |                                                                         |
| 12-8-2008                                                               | Shanghai                                                                | Giappone                                                                | 5 – 1                                                                   | Norvegia                                                                | Olimpiadi 2008                                                          | -                                                                       |                                                                         |
| 15-8-2008                                                               | Qinhuangdao                                                             | Cina                                                                    | 0 – 2                                                                   | Giappone                                                                | Olimpiadi 2008                                                          | -                                                                       |                                                                         |
| 18-8-2008                                                               | Shanghai                                                                | Giappone                                                                | 2 – 4                                                                   | Stati Uniti                                                             | Olimpiadi 2008                                                          | -                                                                       |                                                                         |
| 21-8-2008                                                               | Pechino                                                                 | Giappone                                                                | 0 – 2                                                                   | Germania                                                                | Olimpiadi 2008                                                          | -                                                                       |                                                                         |
| 13-1-2010                                                               | Coquimbo                                                                | Giappone                                                                | 1 – 0                                                                   | Danimarca                                                               | Bicentennial Women's Cup                                                | -                                                                       |                                                                         |
| 11-2-2010                                                               | Tokyo                                                                   | Giappone                                                                | 3 – 0                                                                   | Taipei cinese                                                           | Coppa dell'Asia orientale                                               | -                                                                       |                                                                         |
| 11-5-2010                                                               | Niigata                                                                 | Giappone                                                                | 3 – 0                                                                   | Messico                                                                 | Amichevole                                                              | -                                                                       |                                                                         |
| 24-5-2010                                                               | Chengdu                                                                 | Giappone                                                                | 2 – 1                                                                   | Corea del Nord                                                          | Coppa d'Asia 2010                                                       | -                                                                       |                                                                         |
| 2-3-2011                                                                | Algarve                                                                 | Giappone                                                                | 1 – 2                                                                   | Stati Uniti                                                             | Algarve Cup 2011                                                        | -                                                                       |                                                                         |
| 7-3-2011                                                                | Algarve                                                                 | Giappone                                                                | 1 – 0                                                                   | Norvegia                                                                | Algarve Cup 2011                                                        | -                                                                       |                                                                         |
| 18-5-2011                                                               | Cary                                                                    | Stati Uniti                                                             | 2 – 0                                                                   | Giappone                                                                | Amichevole                                                              | -                                                                       |                                                                         |
| 1-9-2011                                                                | Shandong                                                                | Giappone                                                                | 3 – 0                                                                   | Thailandia                                                              | Qual. Olimpiadi                                                         | -                                                                       |                                                                         |
| 11-9-2011                                                               | Jinan                                                                   | Cina                                                                    | 0 – 1                                                                   | Giappone                                                                | Qual. Olimpiadi                                                         | -                                                                       |                                                                         |
| 2-3-2012                                                                | Algarve                                                                 | Giappone                                                                | 2 – 0                                                                   | Danimarca                                                               | Algarve Cup 2012                                                        | -                                                                       |                                                                         |
| 5-3-2012                                                                | Algarve                                                                 | Giappone                                                                | 1 – 0                                                                   | Stati Uniti                                                             | Algarve Cup 2012                                                        | -                                                                       |                                                                         |
| 5-4-2012                                                                | Kobe                                                                    | Giappone                                                                | 4 – 1                                                                   | Brasile                                                                 | Amichevole                                                              | -                                                                       |                                                                         |
| 20-6-2012                                                               | Göteborg                                                                | Svezia                                                                  | 0 – 1                                                                   | Giappone                                                                | Amichevole                                                              | -                                                                       |                                                                         |
| 11-7-2012                                                               | Tokyo                                                                   | Giappone                                                                | 3 – 0                                                                   | Australia                                                               | Amichevole                                                              | -                                                                       |                                                                         |
| 19-7-2012                                                               | Parigi                                                                  | Francia                                                                 | 2 – 0                                                                   | Giappone                                                                | Amichevole                                                              | -                                                                       |                                                                         |
| 25-7-2012                                                               | Coventry                                                                | Giappone                                                                | 2 – 1                                                                   | Canada                                                                  | Olimpiadi 2012                                                          | -                                                                       |                                                                         |
| 28-7-2012                                                               | Coventry                                                                | Giappone                                                                | 0 – 0                                                                   | Svezia                                                                  | Olimpiadi 2012                                                          | -                                                                       |                                                                         |
| 3-8-2012                                                                | Cardiff                                                                 | Giappone                                                                | 2 – 0                                                                   | Brasile                                                                 | Olimpiadi 2012                                                          | -                                                                       |                                                                         |
| 6-8-2012                                                                | Londra                                                                  | Giappone                                                                | 2 – 1                                                                   | Francia                                                                 | Olimpiadi 2012                                                          | -                                                                       |                                                                         |
| 9-8-2012                                                                | Londra                                                                  | Giappone                                                                | 1 – 2                                                                   | Stati Uniti                                                             | Olimpiadi 2012                                                          | -                                                                       |                                                                         |
| 20-6-2013                                                               | Tosu                                                                    | Giappone                                                                | 1 – 1                                                                   | Nuova Zelanda                                                           | Amichevole                                                              | -                                                                       |                                                                         |
| 29-6-2013                                                               | Monaco di Baviera                                                       | Germania                                                                | 4 – 2                                                                   | Giappone                                                                | Amichevole                                                              | -                                                                       |                                                                         |
| 20-7-2013                                                               | Seul                                                                    | Giappone                                                                | 2 – 0                                                                   | Cina                                                                    | Coppa dell'Asia orientale                                               | -                                                                       |                                                                         |
| 7-3-2014                                                                | Algarve                                                                 | Giappone                                                                | 1 – 0                                                                   | Danimarca                                                               | Algarve Cup 2014                                                        | -                                                                       |                                                                         |
| 16-5-2014                                                               | Ho Chi Minh                                                             | Vietnam                                                                 | 0 – 4                                                                   | Giappone                                                                | Coppa d'Asia 2014                                                       | -                                                                       |                                                                         |
| 22-5-2014                                                               | Ho Chi Minh                                                             | Giappone                                                                | 2 – 1                                                                   | Cina                                                                    | Coppa d'Asia 2014                                                       | -                                                                       |                                                                         |
| 25-5-2014                                                               | Ho Chi Minh                                                             | Giappone                                                                | 1 – 0                                                                   | Australia                                                               | Coppa d'Asia 2014                                                       | -                                                                       |                                                                         |
| 28-10-2014                                                              | Vancouver                                                               | Canada                                                                  | 2 – 3                                                                   | Giappone                                                                | Amichevole                                                              | -                                                                       |                                                                         |
| 6-3-2015                                                                | Algarve                                                                 | Giappone                                                                | 3 – 0                                                                   | Portogallo                                                              | Algarve Cup 2015                                                        | -                                                                       |                                                                         |
| 11-3-2015                                                               | Algarve                                                                 | Giappone                                                                | 2 – 0                                                                   | Islanda                                                                 | Algarve Cup 2015                                                        | -                                                                       |                                                                         |
| 28-5-2015                                                               | Nagano                                                                  | Giappone                                                                | 1 – 0                                                                   | Italia                                                                  | Amichevole                                                              | -                                                                       |                                                                         |
| 16-6-2015                                                               | Winnipeg                                                                | Giappone                                                                | 1 – 0                                                                   | Ecuador                                                                 | Mondiali 2015                                                           | -                                                                       |                                                                         |
| 2-3-2016                                                                | Osaka                                                                   | Giappone                                                                | 1 – 1                                                                   | Corea del Sud                                                           | Qual. Olimpiadi                                                         | -                                                                       |                                                                         |
| 4-3-2016                                                                | Osaka                                                                   | Giappone                                                                | 1 – 2                                                                   | Cina                                                                    | Qual. Olimpiadi                                                         | -                                                                       |                                                                         |
| Totale                                                                  |                                                                         | Presenze                                                                | 81                                                                      |                                                                         | Reti                                                                    | 0                                                                       |                                                                         |

## Palmarès

### Club
- Nadeshiko League Division 1: 1

Okayama Yunogo Belle: 2014

### Nazionale
- Campionato mondiale femminile di calcio: 1

2011
- Argento olimpico: 1

Londra 2012
- Coppa d'Asia: 1

2014